# Gordan Vidović
Gordan Vidović (Sarajevo, 23 juni 1968) is een voormalig Belgisch voetballer van Bosnische komaf die speelde als centrale verdediger of als libero, hoewel hij in zijn jeugdjaren aanvaller was. Hij speelde in de jaren 90 voor onder meer KVK Tienen en Excelsior Moeskroen. Tussen 1997 en 1999 kwam hij ook 16 keer in actie voor de Rode Duivels. Hij nam in 1998 ook deel aan het WK in Frankrijk.

## Clubcarrière
Gordan Vidović werd in 1968 geboren in Sarajevo, dat toen nog deel uitmaakte van Joegoslavië. In de jeugd voetbalde hij voor het bescheiden FK Igman Ilidža. In 1987, op 19-jarige leeftijd, maakte hij zijn debuut bij FK Željezničar. Vidović was in die periode een diepe spits.
In 1992 brak de Bosnische Oorlog uit. Vidović en ploeggenoten Mario Stanić en Suad Katana kregen de bijnaam "de drie musketiers van Sarajevo" omdat ze samen heil in het buitenland gingen zoeken. Vidović vluchtte via Zwitserland, waar hij even voor FC St. Gallen uitkwam, naar België. Daar belandde hij bij derdeklasser KVK Tienen. Hij scoorde er 9 keer in 21 wedstrijden. Na het seizoen stapte hij over naar reeksgenoot Cappellen FC. Vidović toonde zich er vooral in het seizoen 1994/95 trefzeker, hij scoorde vaker dan hij speelde met 29 goals in 27 duels.
Na drie seizoenen in de derde klasse zette de Bosniër een stap hogerop. Georges Leekens haalde hem naar tweedeklasser Excelsior Moeskroen, waar hij vooral als libero werd uitgespeeld. Vidović beschikte over veel flair als verdediger en pikte regelmatig een doelpunt mee. In zijn eerste seizoen promoveerde hij meteen naar de hoogste afdeling. Op aanraden van Leekens liet hij zich in die periode ook naturaliseren tot Belg. Moeskroen groeide in de eerste klasse uit tot de revelatie van het seizoen 1996/97. De promovendus werd derde en deed zo beter dan onder meer RSC Anderlecht en Standard Luik. Vidović groeide in die dagen samen met Émile en Mbo Mpenza uit tot het boegbeeld van de Henegouwse club en was als aanvoerder een leidersfiguur.
Rond de eeuwwisseling kreeg Vidović steeds vaker last van blessures. Desondanks slaagde het team erin om twee keer op rij vierde te worden in de competitie. In 2002 bereikte Moeskroen de bekerfinale. De Bosnische Belg raakte niet tijdig speelklaar en zag hoe zijn ploegmaats met 3-1 verloren van Club Brugge. In 2003 zette Vidović omwille van een knieblessure een punt achter zijn carrière als voetballer. Nadien baatte hij een tijdje een nachtclub uit en was hij ook actief als vastgoed- en spelersmakelaar.

## Interlandcarrière
In 1996 informeerde Georges Leekens, op dat ogenblik trainer van Moeskroen, naar de interlandcarrière van Vidović. Leekens wilde weten of de verdediger al eens was opgeroepen geweest voor Joegoslavië. Toen Vidović vervolgens uitlegde dat hij nog nooit een interland had gespeeld, raadde Leekens hem aan Rode Duivel te worden.
Zo'n zes maanden later werd Leekens bondscoach van België. Vidović werd begin 1997 tot Belg genaturaliseerd, mede dankzij Jean-Pierre Detremmerie, voorzitter van Moeskroen en tevens politicus. Na zijn naturalisatie werd hij door Leekens meteen opgeroepen. Het ongebreidelde vertrouwen van de bondscoach in de Bosnische Belg leverde Vidović de smalende bijnaam "de zoon van Leekens" op. Een deel van de Belgische pers vond dat hij een voorkeursbehandeling kreeg, terwijl enkele ploeggenoten zich stoorden aan het feit dat Vidović geen Frans of Nederlands sprak. Vooral Enzo Scifo vond dat het niet door de beugel kon dat hij geen Frans machtig was. Vidović gaf zijn ploegmaat lik op stuk door te stellen dat hij voortaan in het Nederlands zou antwoorden.
Op 7 juni 1997 maakte Vidović zijn officieel debuut voor de Rode Duivels. Hij speelde toen de volledige WK-kwalificatiewedstrijd tegen San Marino. België won overtuigend met 6-0.
Een jaar later mocht hij als centrale verdediger mee naar het WK 1998 in Frankrijk. Door een blessure miste hij toen het openingsduel tegen Nederland. De twee volgende wedstrijden stond hij telkens in de basis.
Op 2 juni 1999 speelde hij zijn zestiende en laatste interland voor België. Op de Kirin Cup stond hij in de basis tegen Japan. Hij raakte snel geblesseerd en werd na zo'n 25 minuten vervangen door Glen De Boeck. In augustus 1999 werd Leekens ontslagen en werd Vidović niet meer opgeroepen voor de nationale ploeg.